# Résolution 279 du Conseil de sécurité des Nations unies
Membres permanents
- Chine (Taïwan)
- États-Unis
- France
- Royaume-Uni
- URSS

Membres non permanents
- Burundi
- Colombie
- Espagne
- Finlande
- Nicaragua
- Népal
- Pologne
- Sierra Leone
- Syrie
- Zambie

Résolution no 278 Résolution no 280
La résolution 279 du Conseil de sécurité des Nations unies est adoptée à l'unanimité lors de la 1 537e séance du Conseil de sécurité des Nations unies le 12 mai 1970, qui compte 15 mots, est la plus courte jamais adoptée par le Conseil de sécurité ; elle se lit simplement comme suit : "Le Conseil de sécurité exige le retrait immédiat de toutes les forces armées israéliennes du territoire libanais". La résolution a été adoptée dans le contexte de l'insurrection palestinienne au Sud-Liban.

### Sources
- (en) Cet article est partiellement ou en totalité issu de l’article de Wikipédia en anglais intitulé « United Nations Security Council Resolution 279 » (voir la liste des auteurs).

### Texte
- Résolution 279 Sur fr.wikisource.org
- Résolution 279 Sur en.wikisource.org